# Мјелец
Мјелец (пољ. Mielec) град је у Пољској у Војводству поткарпатском. По подацима из 2012. године број становника у месту је био 61 238.

## Становништво
| 1946. | 1950. | 1960. | 1970. | 1980. | 2012.  |
| ----- | ----- | ----- | ----- | ----- | ------ |
| 1.946 | 1.950 | 1.960 | 1.970 | 1.980 | 61 238 |

## Партнерски градови
- Души ле Мен
- Лене
- Morlaix
- Мукачеве
- Saint-Martin-des-Champs
- Saint-Thégonnec
- Тисафелдвар
- Vila Nova de Poiares